# 林元培
林元培 （1936年—），祖籍福建省莆田县，中国桥梁专家，中国工程院院士。

## 生平
1936年出生于上海，1954年毕业于上海土木工程学校。原上海市政工程设计研究院总工程师、中国土木工程学会市政学会副主任，现任上海市政工程设计研究总院资深总工程师。曾參與设计南浦大桥、杨浦大桥、徐浦大桥、卢浦大桥和东海大桥。2005年获选中国工程院院士，2007年获何梁何利奖。2015年1月5日，国际小行星命名委员会（Committee for Small Body Nomenclature）批准21023号小行星的名字為“林元培星”。